# Classe Supply
La classe Supply est une classe de pétroliers ravitailleurs de la Royal Australian Navy, rôle combinant les missions d'un pétrolier et d'un navire de ravitaillement. En tant que tels, ils sont désignés comme « tankers ravitailleurs auxiliaires » (auxiliary oiler replenisher, AOR) et sont chargés de fournir des munitions, du carburant, de la nourriture et d’autres fournitures aux navires de la Royal Australian Navy dans le monde entier. Deux navires forment cette classe : le HMAS Supply et le HMAS Stalwart. Le projet a coûté entre 1 et 2 milliards de dollars. Navantia fut sélectionné pour construire une conception basée sur l'actuel navire de ravitaillement Cantabria de la marine espagnole, entré en service en 2011.

## Planification

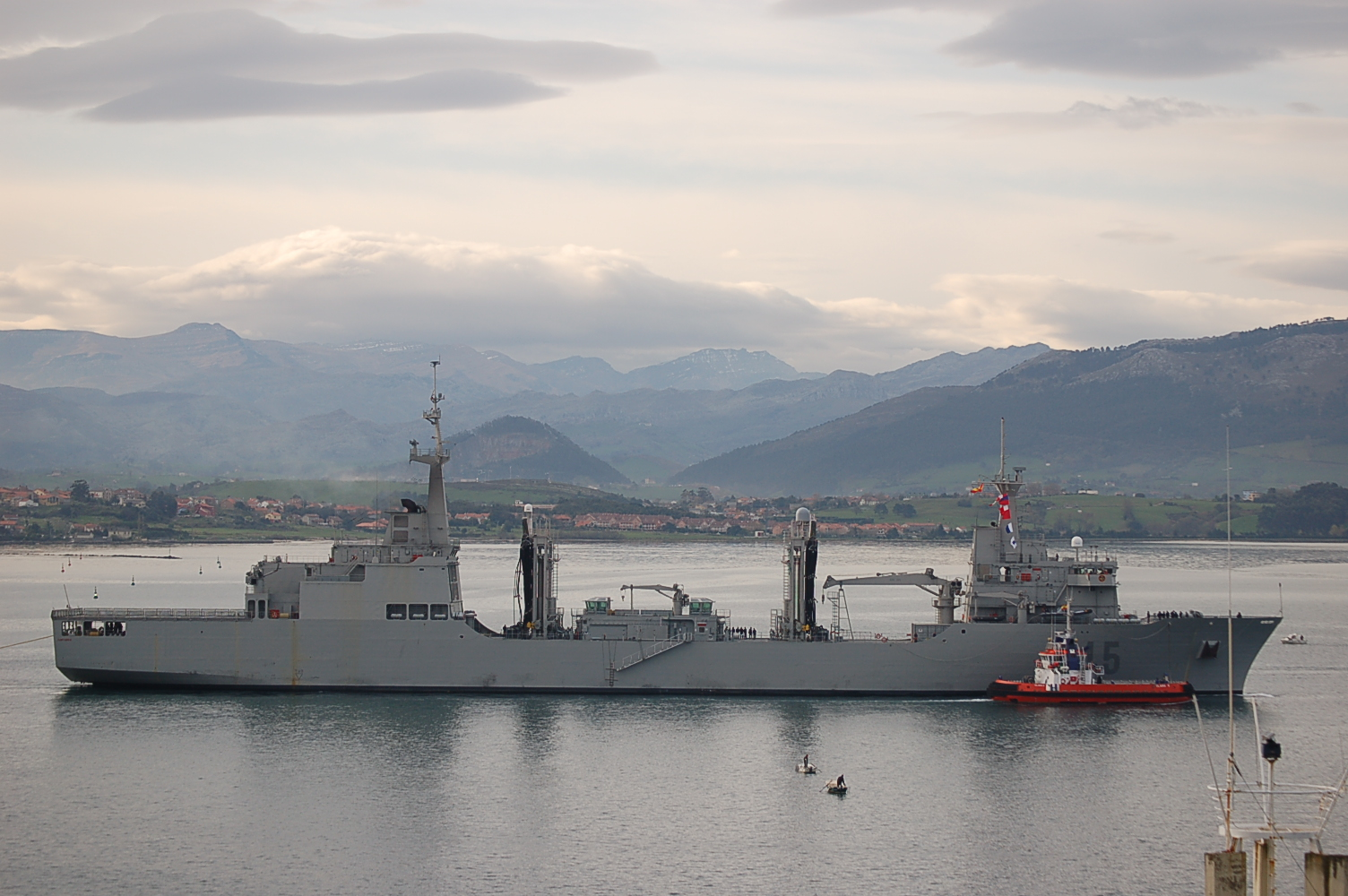
La conception des HMAS Supply et Stalwart provient du modèle espagnol Cantabria, ci-dessus en mars 2011.

Un certain nombre de modèles furent envisagés par le gouvernement australien pour remplacer leurs pétroliers vieillissants, Navantia étant en concurrence avec la « variante Aegir » de la classe Tide (en), construite par la société sud-coréenne DSME dans le cadre d'un appel d'offres restreint,. La proposition de Navantia sur la base du Cantabria est annoncée comme la conception retenue lors de l'appel d'offres australien en mars 2016, avec une date de mise en service prévue pour le premier des deux navires fin 2019.

## Construction
La classe de navires est construite au chantier naval de Navantia à Ferrol, en Espagne. Le premier bâtiment, le Supply, est arrivé à la base navale de Stirling en octobre 2020, où débute l'installation des équipements spécifiques australiens avant son entrée en service en avril 2021,. La cérémonie de mise à l'eau crée notamment un tollé.
Le second navire, le Stalwart, part pour l'Australie en mai 2021 qu'il atteint finalement fin juin,.

### Défauts de conception
En octobre 2023, le ministre de l'Industrie de la Défense australien, Pat Conroy, déclare que l'approvisionnement en eau des deux navires de ravitaillement est impropre à la consommation humaine. Il déclare à l'ABC : « Une fabrication de mauvaise qualité a conduit à la contamination des canalisations, à la contamination de l'eau potable et à l'impossibilité pour nos marins d'accéder à l'eau potable ».
Un rapport du comité sénatorial des affaires étrangères, de la défense et de la législation commerciale tenue le 14 février 2024 pointe des défauts de construction des navires dans l'alignement des arbres d'hélice, le gouvernement fédéral recevant un engagement par Navantia de résoudre les problèmes à ses dépens.

## Historique
Le HMAS Supply est mis en service à la base navale de Stirling le 10 avril 2021. Il est déployé dans des opérations internationales et des déploiements de présence régionale, notamment aux côtés du HMAS Canberra. Le navire quitte sa cale sèche en mars 2024, après plus de 14 mois de travaux de réparation, causés par des défauts de conception.
Le HMAS Stalwart est mis en service à la base navale de Stirling le 13 novembre 2021.

## Navires de la classe
| Nom      | N° de fanion | Constructeur     | Pose de la quille | Lancement        | Commission       | Statut |
| -------- | ------------ | ---------------- | ----------------- | ---------------- | ---------------- | ------ |
| Supply   | A195         | Navantia, Ferrol | 18 novembre 2017  | 24 novembre 2018 | 10 avril 2021    | Actif  |
| Stalwart | A304         | Navantia, Ferrol | 25 novembre 2018  | 30 août 2019     | 13 novembre 2021 | Actif  |